# L'Orfeo
L'Orfeo (SV 318) è un'opera di Claudio Monteverdi su libretto di Alessandro Striggio.
Si compone di un prologo («Prosopopea della musica») e cinque atti.
È ascrivibile al tardo Rinascimento o all'inizio del Barocco musicale, ed è considerata il primo vero capolavoro della storia del melodramma, poiché impiega tutte le risorse fino ad allora concepite nell'arte musicale, con un uso particolarmente audace della polifonia.
Basata sul mito greco di Orfeo, parla della sua discesa all'Ade, e del suo tentativo infruttuoso di riportare la sua defunta sposa Euridice alla vita terrena. Composta nel 1607 per essere eseguita alla corte di Mantova nel periodo carnevalesco, L'Orfeo è uno dei più antichi Drammi per musica a essere tuttora rappresentati regolarmente.
Dopo l'anteprima, avvenuta all'Accademia degli Invaghiti di Mantova il 22 febbraio 1607 (con il tenore Francesco Rasi nel ruolo del titolo), la prima è stata il 24 febbraio al Palazzo Ducale di Mantova. In seguito il lavoro fu eseguito nuovamente, anche in altre città italiane, negli anni immediatamente successivi. Lo spartito venne pubblicato da Monteverdi nel 1609 e, nuovamente, nel 1615.
Nella partitura pubblicata Monteverdi elenca circa 41 strumenti da impiegare nell'esecuzione. Lo spartito include (oltre a monodie a una, due o tre voci con basso non cifrato, cori a cinque voci con basso non cifrato, ecc.) pezzi per cinque, sette o otto parti, nelle quali gli strumenti da utilizzare sono a volte citati (ad esempio: «Questo ritornello fu suonato di dentro da un clavicembalo, duoi chitarroni e duoi violini piccoli alla francese»).
Tuttavia, nonostante le indicazioni sulla partitura, ai musicisti dell'epoca era concessa una notevole libertà di improvvisare (questa permissività non si riscontra nei lavori più maturi di Monteverdi). Pertanto ogni rappresentazione dell'Orfeo è differente dalle altre, oltre che unica e irripetibile.

## Sfondo storico

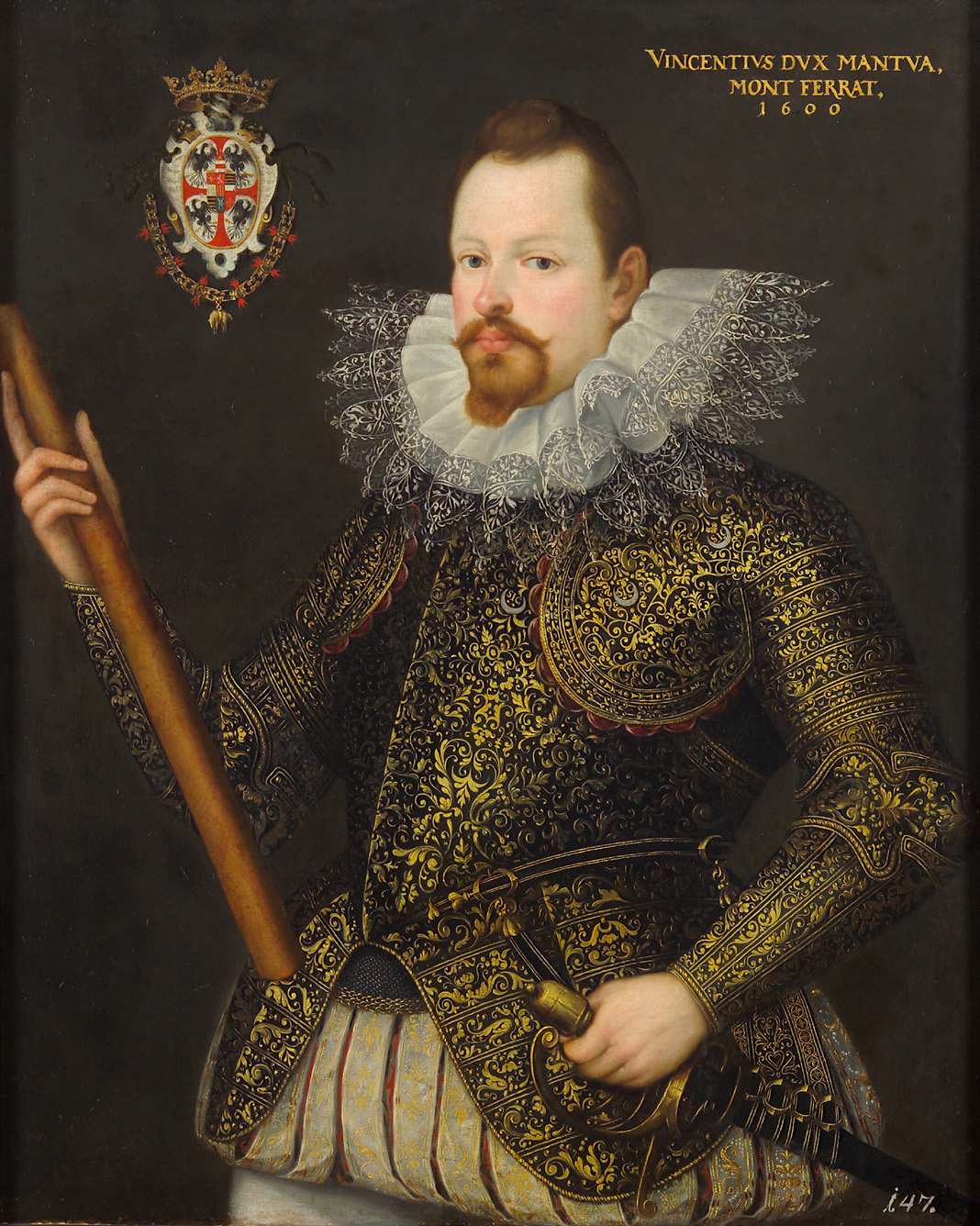
Il duca Vincenzo Gonzaga, mecenate di Monteverdi a Mantova

Claudio Monteverdi, nato a Cremona nel 1567, era un bambino prodigio che studiò con Marc'Antonio Ingegneri, il maestro di cappella della Cattedrale cittadina. Dopo aver studiato canto, composizione musicale e strumenti ad arco, Monteverdi lavorò come musicista a Verona e a Milano finché, nel 1590 o nel 1591, ottenne il posto di suonatore di vivuola (viola) alla corte di Vincenzo I Gonzaga a Mantova. Grazie alle sue doti e al duro lavoro, Monteverdi ottenne il posto di maestro della musica dei Gonzaga (nel 1601)
La passione di Vincenzo Gonzaga per il teatro musicale crebbe grazie ai suoi legami familiari con la corte di Firenze. Verso la fine del XVI secolo, infatti, i musicisti fiorentini più innovativi stavano sviluppando l'intermedio—una forma musicale stabilita da tempo come un interludio inserito tra gli atti dei drammi parlati— reideandolo in forme più innovative. Guidati da Jacopo Corsi, questi successori della celebre Camerata Fiorentina  diedero vita al primo lavoro appartenente al genere melodrammatico: Dafne, composta da Corsi e Jacopo Peri, eseguita per la prima volta a Firenze nel 1598. Questo lavoro unisce in sé elementi canori madrigalistici e monodici, oltre a passi strumentali e coreografici, col fine di stabilire un unicum drammatico. Di quest'opera ci restano solo dei frammenti.
Tuttavia, altri lavori fiorentini dello stesso periodo (tra cui la Rappresentatione di Anima, et di Corpo di Emilio de' Cavalieri, L'Euridice di Peri e quella di Giulio Caccini) sono giunti interamente fino a noi. In particolare, queste ultime due opere furono le prime dedicate al mito di Orfeo (tratto dalle Metamorfosi di Ovidio), tema che ispirerà i compositori di epoche successive fino al giorno d'oggi. In questo, furono diretti precursori de L'Orfeo di Monteverdi.
La corte dei Gonzaga era da tempo celebre per il mecenatismo nei confronti dell'arte teatrale. Un secolo prima dell'epoca di Vincenzo Gonzaga, si rappresentò a corte il dramma lirico di Angelo Poliziano La favola di Orfeo. Circa la metà di questo lavoro era cantata invece che parlata.
In seguito, nel 1598, Monteverdi aiutò la compagnia musicale di corte a mettere in scena il dramma Il pastor fido di Giovanni Battista Guarini. Mark Ringer, storico del teatro, descrive questo come un "lavoro teatrale spartiacque" che ispirò la moda italiana del dramma pastorale. Il 6 ottobre 1600, durante una visita a Firenze per il matrimonio tra Maria de' Medici ed Enrico IV di Francia, il duca Vincenzo assistette a una rappresentazione dell'Euridice di Peri. È probabile che allo spettacolo fossero presenti anche i musicisti più importanti del duca, tra cui Monteverdi. Il duca si rese subito conto dell'originalità di questa nuova forma di intrattenimento drammatico, e del prestigio che avrebbe conferito a chi l'avesse patrocinata.

## Creazione

### Libretto

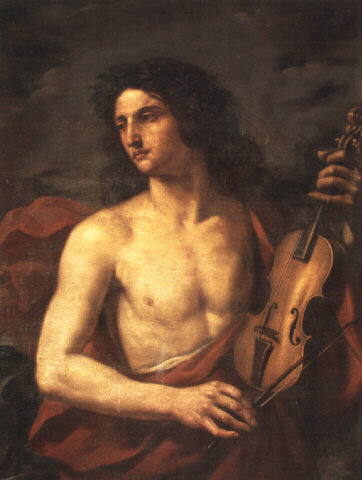
Orfeo con la sua viola, di Cesare Gennari

Tra gli spettatori della messa in scena dell'Euridice, nell'ottobre del 1600, c'era anche un giovane avvocato e diplomatico della corte dei Gonzaga, Alessandro Striggio, figlio del famoso compositore Alessandro Striggio il vecchio.
Anche il giovane Striggio era un abile musicista. Nel 1589 (a 16 anni), aveva suonato la viola alla cerimonia nuziale di Ferdinando di Toscana. Assieme ai due figli più giovani del duca Vincenzo (Francesco e Fernandino), era membro dell'esclusivo circolo intellettuale mantovano: l'Accademia degli Invaghiti, che rappresentava un importante trampolino di lancio per le opere teatrali della città.
Non si sa esattamente quando Striggio abbia iniziato la stesura del libretto, ma il lavoro era evidentemente già avviato nel gennaio del 1607.
In una lettera scritta il 5 gennaio, Francesco Gonzaga chiede a suo fratello (all'epoca vicino agli ambienti della corte fiorentina) di fargli ottenere i servigi di un abile cantante castrato (quest'ultimo impiegato nella compagnia musicale del granduca), per la rappresentazione di un dramma per musica da eseguirsi durante il carnevale mantovano.
Le fonti principali impiegate da Striggio per la scrittura del libretto furono il decimo e l'undicesimo libro dalle Metamorfosi di Ovidio, e il quarto libro dalle Georgiche di Virgilio. Questi documenti gli fornirono il materiale di partenza, ma non suggerivano già la forma di un dramma completo (per esempio: i fatti narrati negli atti 1 e 2 de l'Orfeo occupano appena tredici righe nelle Metamorfosi).
Cercando di creare una struttura drammatica efficace, Striggio attinse da altre fonti: il lavoro di Poliziano Fabula di Orfeo del 1480, il pastor fido di Guarini e il libretto di Ottavio Rinuccini per l'Euridice di Peri.
Il musicologo Gary Tomlinson sottolinea le numerose similarità tra i testi di Striggio e Rinuccini, evidenziando che alcuni dei discorsi contenuti ne L'Orfeo rassomigliano, come contenuto e come stile letterario, ad alcuni corrispettivi ne l'Euridice.
La critica Barbara Russano Hanning fa notare come i versi di Striggio siano meno raffinati di quelli di Rinuccini, nonostante la struttura del libretto scritto da Striggio sia più interessante.
Nel suo lavoro Rinuccini fu obbligato a inserire un lieto fine (il melodramma era stato pensato per le festività legate alle nozze di Maria de' Medici). Striggio, invece, che non scriveva per una cerimonia di corte ufficiale, poté attenersi di più alla conclusione originale del mito, in cui Orfeo è ucciso e smembrato dalle Menadi (dette anche Baccanti) iraconde. Scelse infatti di scrivere una versione mitigata di questo finale cruento: le Menadi minacciano di distruggere Orfeo, ma il suo vero destino, alla fine, non viene mostrato.
Il musicologo Nino Pirrotta, invece, sostiene che il finale con Apollo facesse già parte della pianificazione originale della messa in scena, ma che alla prima non fosse stato messo in atto.
Ciò sarebbe avvenuto, secondo la spiegazione di Pirrotta, poiché la piccola stanza che ospitò l'evento non era in grado di contenere gli ingombranti macchinari teatrali richiesti da questa conclusione.
Quella delle Menadi, secondo questa teoria, non sarebbe altro che una scena sostitutiva. Le intenzioni del compositore vennero ristabilite al momento della pubblicazione dello spartito.
Recentemente la spiegazione di Pirrotta è stata messa in discussione: l’espressione «sopra angusta scena» che si legge nella lettera di dedica di Claudio Monteverdi non indicherebbe uno spazio piccolo per la rappresentazione, ma sarebbe da opporre al «gran teatro dell’universo», cioè al più vasto pubblico raggiungibile dal compositore dopo la pubblicazione a stampa della partitura.
Il libretto edito a Mantova nel 1607 (in concomitanza con la prima) presenta la conclusione ambigua ideata da Striggio. Tuttavia lo spartito monteverdiano, pubblicato a Venezia nel 1609 da Ricciardo Amadino, termina in maniera del tutto diversa, con Orfeo che ascende al cielo grazie all'intercessione di Apollo.
Secondo Ringer, il finale originale di Striggio fu quasi di sicuro impiegato alla prima de l'Orfeo, ma indubbiamente (a dire del critico) Monteverdi ritenne che la nuova conclusione (quella dell'edizione dello spartito) fosse esteticamente corretta.

### Composizione

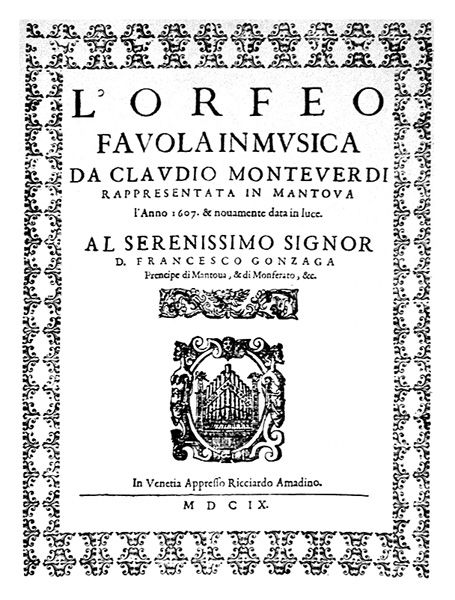
Frontespizio dell'edizione dello spartito dell'Orfeo (Venezia, 1609)

Quando Monteverdi scrisse la musica per L'Orfeo, possedeva già un'approfondita preparazione nell'ambito della musica per teatro. Aveva infatti lavorato alla corte dei Gonzaga per sedici anni, nel corso dei quali si era occupato di varie musiche di scena (in qualità sia di interprete che di arrangiatore).
Nel 1604, per giunta, aveva scritto il ballo Gli amori di Diana ed Endimone (per il carnevale mantovano del 1604–05). Gli elementi da cui egli attinse per comporre la sua prima opera di stampo melodrammatico — l'Aria, l'Aria strofica, il recitativo, i cori, le danze, gli interludi musicali— non furono, come sottolineato dal direttore d'orchestra Nikolaus Harnoncourt, creati ex-novo da Monteverdi, ma fu lui che "amalgamò l'insieme delle vecchie e nuove possibilità, creando un unicum veramente moderno". Il musicologo Robert Donington scrive al riguardo: "Lo spartito non contiene elementi che non siano basati su altri già ideati in precedenza, ma raggiunge la completa maturità in questa forma artistica appena sviluppata... Vi si trovano parole espresse in musica come [i pionieri dell'opera] volevano fossero espresse; vi è musica che le esprime... con l'ispirazione totale del Genio"
Monteverdi pone i requisiti orchestrali all'inizio della partitura pubblicata ma, in conformità con la pratica del tempo, non ne specifica l'utilizzo esatto. A quell'epoca, infatti, era normale consentire a ogni interprete di fare scelte proprie, basate sulla manodopera orchestrale di cui disponeva.
Quest'ultimo parametro poteva variare considerevolmente da un luogo a un altro. Inoltre, come fa notare Harnoncourt, gli strumentisti sarebbero stati tutti compositori e si sarebbero aspettati di collaborare creativamente a ogni esecuzione, piuttosto che eseguire alla lettera ciò che era scritto sullo spartito. Un'altra pratica in voga era quella di permettere ai cantanti di abbellire le proprie arie.
Monteverdi, di alcune arie (come "Possente spirito" da l'Orfeo), scrisse sia la versione semplice sia quella abbellita, ma secondo Harnoncourt "è ovvio che dove non scrisse abbellimenti non voleva che essi venissero eseguiti".
Ogni atto dell'opera è collegato a un singolo elemento della storia, e si conclude con un coro. Nonostante la struttura in cinque atti, con due cambi di scenografia richiesti, è probabile che la rappresentazione de l'Orfeo abbia seguito la prassi in uso per gli spettacoli d'intrattenimento a corte, ovvero fu eseguito come un continuum, senza intervalli o calate di sipario tra i vari atti.
Erano difatti in uso, all'epoca, i cambi di scenografia visibili agli occhi degli spettatori, e quest'abitudine si riflette nelle modifiche dell'organico strumentale, della tonalità e dello stile che si riscontrano nella partitura dell'Orfeo.

### Organico strumentale

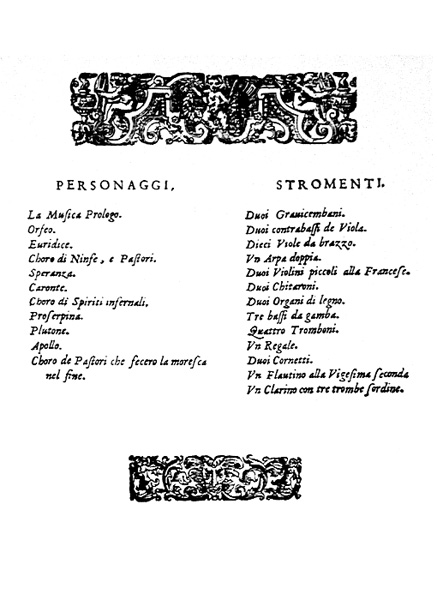
Lo spartito pubblicato a Venezia nel 1609: l'elenco degli strumenti redatto da Monteverdi è sulla destra

La studiosa Jane Glover divide gli strumenti richiesti da Monteverdi in tre gruppi principali: archi, ottoni e basso continuo, con alcuni elementi non facilmente classificabili. La sezione degli archi è formata da dieci membri della famiglia dei violini (viole da brazzo), due contrabbassi (contrabassi de viola), e due violini piccoli (violini piccoli alla francese). Le viole da brazzo sono suddivise in due insiemi da cinque elementi, ognuno dei quali comprende due violini, due viole e un violoncello. Il gruppo degli ottoni contiene quattro o cinque tromboni, tre trombe e due cornetti. Gli strumenti che fungono da basso continuo sono: due clavicembali (duoi gravicembani), un'arpa doppia, due o tre chitarroni, due organi (che suonano con il registro di Flauto e Regale), tre viole da gamba. Al di fuori di questi gruppi vi sono due flauti dolci (flautini alla vigesima secunda), e probabilmente anche alcune cetere (strumenti non citati direttamente da Monteverdi, ma inclusi nelle istruzioni riguardanti la fine dell'atto quarto).
I due mondi ritratti nell'opera sono simboleggiati distintamente con un particolare uso della strumentazione: l'ambiente pastorale dei campi della Tracia è rappresentato da archi, clavicembali, arpa, organi, flauti dolci e chitarroni, mentre gli altri strumenti (principalmente gli ottoni) sono associati agli Inferi (non si tratta comunque di una distinzione assoluta, poiché gli archi appaiono più volte anche nelle scene ambientate nell'Ade). Data questa come impostazione generale, alcuni personaggi principali sono accompagnati da specifici strumenti (o combinazioni di essi). Ad esempio: Orfeo canta spesso sostenuto da arpa e organo, i pastori da clavicembalo e chitarrone, gli dei dell'Aldilà da tromboni e organo. Tutte queste specifiche caratterizzazioni musicali erano in linea con le tradizioni (di vecchia data) dell'orchestra Ellenistica (a cui l'organico de l'Orfeo è assimilabile).
Monteverdi richiede ai suoi strumentisti di suonare il lavoro il più semplicemente e correttamente possibile, evitando passaggi fioriti o frettolosi. Gli interpreti di strumenti a carattere ornamentativo (come flauto e archi), erano tenuti a suonare nobilmente e con grande inventiva e varietà, senza però eccedere in questo atteggiamento (per evitare di far sentire solo caos e confusione, condizioni che infastidiscono l'ascoltatore). Visto che gli strumenti non sono mai suonati tutti contemporaneamente, il loro numero è maggiore del numero dei musicisti strettamente necessari.
Harnoncourt afferma che, ai tempi di Monteverdi, il numero di strumentisti e cantanti assieme e le piccole sale adibite ad accogliere la rappresentazione, fecero spesso sì che la quantità degli spettatori stentasse a superare quella degli interpreti.

## Ruoli
Tra i personaggi elencati nello spartito del 1609, Monteverdi omette inspiegabilmente La messaggera. Indica, inoltre, che il coro finale di pastori (i quali, al termine dell'opera, cantano la moresca, ovvero la danza che simula il combattimento tra cristiani e mori) debba essere costituito da un gruppo separato (che fecero la moresca nel fine).
Non si hanno molte informazioni riguardo ai primi cantanti de l'Orfeo. Una lettera pubblicata a Mantova nel 1612 riporta che l'illustre tenore e compositore Francesco Rasi prese parte allo spettacolo, e viene generalmente dato per assunto che ricoprì il ruolo di Orfeo. Rasi era in grado di cantare sia nel registro tenorile sia in quello basso, con stile raffinato e straordinaria espressività.
Una corrispondenza epistolare tra i principi Gonzaga conferma che, per la prima, venne contattato anche il castrato fiorentino Giovanni Gualberto Magli. Magli cantò nel prologo e nella parte di Proserpina. Probabilmente vestì anche i panni di un altro personaggio (forse la Messaggera o la Speranza). Lo storico e musicologo Hans Redlich riporta erroneamente Magli come primo interprete di Orfeo.
In una lettera al duca Vincenzo, inoltre, è possibile rintracciare un indizio che potrebbe ricondurre alla persona cui venne affidato il ruolo di Euridice: viene infatti indicata come quel piccolo prete che recitò il ruolo di Euridice nell'Orfeo del Principe Serenissimo. Si trattava presumibilmente di Padre Girolamo Bacchini, castrato che ebbe contatti con la corte mantovana nei primi anni del XVII secolo. Tim Carter, studioso di Monteverdi, ipotizza che i due tenori mantovani più celebri dell'epoca (Pandolfo Grande e Francesco Campagnola) potrebbero aver partecipato alla prima in ruoli secondari.
Vi sono parti solistiche per quattro pastori e tre spiriti. Carter calcola che, attraverso il cosiddetto raddoppio dei ruoli permesso dal testo, si fosse presentata la necessità di avere dieci cantanti - tre soprani, due contralti, tre tenori e due bassi. Anche i solisti (con l'eccezione d'Orfeo), contribuivano a rinforzare il gruppo corale. I ruoli raddoppiati suggeriti da Carter includono La musica assieme a Euridice, la Ninfa insieme a Proserpina e La messaggera con la Speranza.
| Ruolo             | Registro vocale                                                                 | Atti di apparizione | Note                                                  |
| ----------------- | ------------------------------------------------------------------------------- | ------------------- | ----------------------------------------------------- |
| La musica         | soprano castrato                                                                | Prologo             |                                                       |
| Orfeo             | tenore                                                                          | Atti 1, 2, 3, 4, 5  |                                                       |
| Euridice          | soprano castrato (in travesti)                                                  | Atti 1, 4           |                                                       |
| La messaggera     | soprano castrato (in travesti)                                                  | Atto 2              | Nominata nel libretto come "Silvia"                   |
| Speranza          | soprano castrato                                                                | Atto 3              |                                                       |
| Caronte           | basso                                                                           | Atto 3              |                                                       |
| Proserpina        | soprano castrato (in travesti)                                                  | Atto 4              |                                                       |
| Plutone           | basso                                                                           | Atto 4              |                                                       |
| Apollo            | tenore                                                                          | Atto 5              |                                                       |
| Ninfa             | soprano castrato (in travesti)                                                  | Atto 1              |                                                       |
| Eco               | tenore                                                                          | Atto 5              |                                                       |
| Ninfe e pastori   | soprani castrati (in travesti), contralti castrati (in travesti), tenori, bassi | Atti 1, 2, 5        | Solisti: contralto castrato (in travesti), due tenori |
| Spiriti infernali | tenori, bassi                                                                   | Atti 3, 4           | Solisti: due tenori, un basso                         |

## Sintesi
La recitazione ha luogo in due posti contrastanti: i campi della Tracia (negli Atti 1, 2 e 5) e nell'Oltretomba (negli Atti 3 e 4). Una Toccata strumentale (una fioritura di trombe) l'entrata della Musica, rappresentante lo "spirito della musica", che canta un prologo di cinque stanze di versi. Dopo un caloroso invito all'ascolto, La Musica dà prova delle sue abilità e talenti, dichiarando:
(Alessandro Striggio, Libretto de "L'Orfeo")
Detto ciò, canta un inno di lode al potere della musica, prima di introdurre il protagonista dell'opera, Orfeo, capace di incantare le belve selvatiche con la sua musica.

### Atto Primo

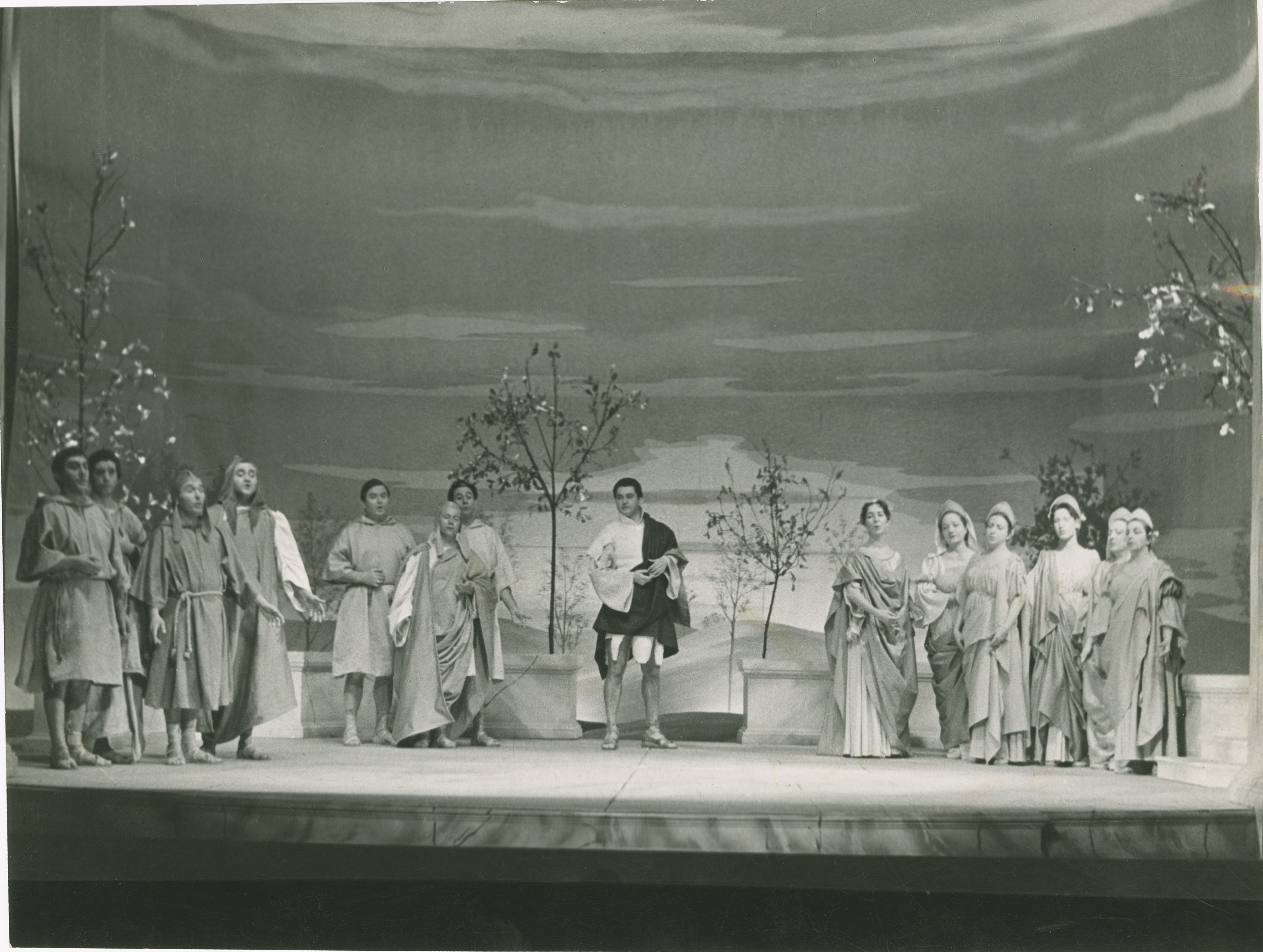
Milano. Piccola Scala, stagione 1956-57. Una scena del primo atto dell'opera con il tenore Dino Dondi.

Dopo la richiesta di silenzio dell'allegoria della Musica, il sipario si apre sul Primo Atto per rivelare una scena bucolica. Orfeo ed Euridice entrano insieme con un coro di ninfe e pastori, che recitano alla maniera del Coro greco antico, entrambi cantando a gruppi e individualmente. Un pastore annuncia che è il giorno di matrimonio della coppia; il coro risponde inizialmente con una maestosa invocazione ("Vieni, Imeneo, deh vieni") e successivamente con una gioiosa danza ("Lasciate i monti, lasciate i fonti"). Orfeo ed Euridice cantano del loro reciproco amore prima di lasciarsi con tutto il gruppo della cerimonia matrimoniale nel tempio. Quelli rimasti sulla scena cantano un breve coro, commentando su Orfeo:
furon cibo i sospir, bevanda il pianto,
oggi felice è tanto
che nulla è più che da bramar gli avanzi.»
(Alessandro Striggio, Libretto de "L'Orfeo")

### Atto Secondo
Orfeo ritorna in scena con il coro principale, elogiando le bellezze della natura. Orfeo medita poi sul suo precedente stato di infelicità, proclamando:
Questa atmosfera di gioia ha termine con l'ingresso della Messaggera, che comunica che Euridice è stata colpita dal fatale morso di un serpente nell'atto di raccogliere dei fiori. Mentre la Messaggera si punisce, definendosi come colei che genera cattive situazioni, il coro esprime la sua angoscia. Orfeo, dopo avere espresso il proprio dolore e l'incredulità per quanto accaduto, comunica l'intenzione di scendere nell'Aldilà e persuadere Plutone a fare resuscitare Euridice.

### Atto Terzo
Orfeo viene guidato da Speranza alle porte dell'Inferno. Dopo avere letto le iscrizioni sul cancello ("Lasciate ogni speranza, ò voi ch'entrate."), Speranza esce di scena. Orfeo deve ora confrontarsi con il traghettatore Caronte, che si rifiuta ingiustamente di portarlo attraverso il fiume Stige. Orfeo prova dunque a convincere Caronte cantandogli invano un motivo lusinghiero. In seguito, Orfeo prende la sua lira, incantando il traghettatore Caronte, che piomba in uno stato di sonno profondo. Orfeo prende poi il controllo della barca, entrando nell'Aldilà, mentre un coro di spiriti riflette sul fatto che la natura non può difendersi dall'uomo.

### Atto Quarto
Nell'Aldilà, Proserpina, regina degli Inferi, viene incantata dalla voce di Orfeo, supplicando Plutone di riportare Euridice in vita. Il re dell'Ade viene convinto dalle suppliche della moglie, a condizione che Orfeo non guardi mai Euridice nel ritorno sulla terraferma, cosa che la farebbe scomparire nuovamente per l'eternità. Euridice entra in scena al seguito di Orfeo, che promette che in quello stesso giorno egli giacerà sul bianco petto della moglie. Tuttavia, un dubbio comincia a sorgergli nella mente, convincendosi che Plutone, mosso dall'invidia, lo abbia ingannato. Orfeo, spinto dalla commozione, si gira distrattamente, mentre l'immagine di Euridice comincia lentamente a scomparire. Orfeo prova dunque a seguirla, ma viene attratto da una forza sconosciuta. Orfeo è spinto dalle proprie passioni a infrangere il patto con Plutone.

### Atto Quinto
Tornato nei campi della Tracia, Orfeo tiene un lungo monologo in cui lamenta la sua perdita, celebra la bellezza di Euridice e decide che il suo cuore non sarà mai più trafitto dalla freccia di Cupido. Un'eco fuori scena ripete le sue frasi finali. Improvvisamente, in una nuvola, Apollo scende dal cielo e lo castiga: "Perch'a lo sdegno ed al dolor in preda così ti doni, o figlio?". Invita Orfeo a lasciare il mondo e a unirsi a lui nei cieli, dove riconoscerà la somiglianza di Euridice nelle stelle. Orfeo risponde che sarebbe indegno non seguire il consiglio di un padre così saggio, e insieme salgono. Un coro di pastori conclude che "chi semina fra doglie, d'ogni grazia il frutto coglie", prima che l'opera si concluda con una vigorosa moresca.

## Esecuzioni storiche
In seguito alla morte del compositore (1643), dopo la prima del 1647 al Palazzo del Louvre di Parigi il lavoro non venne più interpretato, e cadde nell'oblio.
Si ebbe un revival nel tardo XIX secolo, dovuto ad alcune edizioni e rappresentazioni moderne. All'inizio si trattava di esecuzioni in forma di concerto, senza parte scenica, organizzate da istituti e società musicali.
Nel 1904 viene eseguito in concerto nel Conservatoire de Paris diretto da Vincent d'Indy nella versione francese e nel 1909 in concerto nel Conservatorio Giuseppe Verdi di Milano nella revisione di Giacomo Orefice.
Ma a partire dalle prime messa in scena (la prima al Teatro La Fenice di Venezia nel 1910 diretta da Guido Carlo Visconti di Modrone con Giuseppe Kaschmann, portata anche al Teatro Comunale di Bologna, la prima al Grand Théâtre de Monte Carlo con Elvira de Hidalgo, a Parigi nel 1911, la première negli Stati Uniti al Metropolitan Opera House di New York del 1912 e la prima al Teatro San Carlo di Napoli del 1920), il lavoro iniziò a trovare posto nei teatri d'opera.
Nel Regno Unito la première è stata in concerto all'Institut français di Londra nel 1924.
Al Teatro dell'Opera di Roma la prima è nel 1934 diretta da Tullio Serafin con Gabriella Gatti, Cloe Elmo, Alessio De Paolis e Benvenuto Franci, al Teatro alla Scala di Milano nel 1935 diretta da Gino Marinuzzi (1882-1945) nella revisione di Ottorino Respighi, al Teatro Verdi (Trieste) nel 1943 diretta da Franco Capuana, nel Teatro Comunale di Firenze nel 1949 diretta da Antonio Guarnieri con Miriam Pirazzini, Fedora Barbieri, Petre Munteanu, Rolando Panerai, Giulio Neri e Mario Petri (alla presenza del Presidente della Repubblica Italiana Luigi Einaudi), nel Giardino di Boboli nel 1959 con Giuseppe Valdengo, nel 1968 nel George Square Theatre di Edimburgo per l'Edinburgh University Opera Club e nel Palazzo Ducale di Venezia con Oralia Domínguez, Franca Mattiucci e Ruggero Raimondi, nel 1971 al Festival di Salisburgo con Giorgio Zancanaro e i Wiener Philharmoniker e nel 1984 nel Palazzo Vecchio diretta da Roger Norrington e nel Palazzo Pitti con Gloria Banditelli e Angelo Nosotti.
Dopo la seconda guerra mondiale, le nuove versioni dell'opera iniziarono a presentare l'uso di strumenti d'epoca, per perseguire l'obiettivo di una maggiore autenticità. Vennero quindi pubblicate molte nuove registrazioni e L'Orfeo divenne via via sempre più popolare.
Nel 2007 il quarto centenario della prima venne celebrato con numerose rappresentazioni in tutto il mondo.
Nel 2009 va in scena alla Scala diretta da Rinaldo Alessandrini con Roberta Invernizzi, Sara Mingardo e Robert Wilson, di cui esiste un video trasmesso da Rai 5.

## CD
- L'Orfeo - John Eliot Gardiner/Anne Sofie von Otter/Nancy Argenta/Anthony Rolfe-Johnson, 1987 Archiv Produktion
- L'Orfeo - Michel Corboz/Orchestre de l'Opéra de Lyon/Gino Quilico, 1986 Erato
- L'Orfeo - Charles Medlam/London Baroque/Nigel Rogers, 1984 EMI/Warner
- L'Orfeo - Alessandro Carmignani/Carlo Lepore/Marinella Pennicchi/Patrizia Vaccari/Gastone Sarti/Rosita Frisani/Giovanni Pentasuglia/San Petronio Cappella Musicale Orchestra/Sergio Vartolo, 1997 Naxos
- L'Orfeo - René Jacobs/Bernarda Fink/Jennifer Larmore, 1995 Harmonia Mundi
- L'Orfeo - Gabriel Garrido/Ensemble Elyma/Victor Torres/Gloria Banditelli/Maria Cristina Kiehr/Roberta Invernizzi/Furio Zanasi/Adriana Fernandez/ k617 - le Chemins du baroque 1996
- L'Orfeo - Emmanuelle Haïm/Le Concert d'Astrée/Ian Bostridge/Natalie Dessay/Patrizia Ciofi, 2004 Virgin
- L'Orfeo - Ensemble San Felice, Federico Bardazzi, Bongiovanni 2021

## DVD
- Orfeo - Harnoncourt/Huttenlocher/Linos, regia di Jean-Pierre Ponnelle, 1978 Deutsche Grammophon
- L'orfeo - Alessandrini/Nigl/Invernizzi/Mingardo/Donato/Milanesi, Robert Wilson (regista), 2009 Opus Arte